# Miantochora discalis
Miantochora discalis är en fjärilsart som beskrevs av Claude Herbulot 1954. Miantochora discalis ingår i släktet Miantochora och familjen mätare. Inga underarter finns listade i Catalogue of Life.